# Polygonatum × tamaense
Polygonatum × tamaense là một loài thực vật có hoa lai ghép trong họ Asparagaceae. Loài này được H.Hara miêu tả khoa học đầu tiên năm 1953.